# بانویل (اورگن)
بانویل (به انگلیسی: Bonneville) یک منطقهٔ مسکونی در ایالات متحده آمریکا است که در شهرستان مولتنومه، اورگن واقع شده‌است.